# هری پانتلینگ
هری پانتلینگ (به انگلیسی: Harry Pantling) بازیکن فوتبال زادهٔ ۱۶ مه ۱۸۹۱ اهل انگلستان بود که سابقهٔ بازی در تیم ملی فوتبال انگلستان را در کارنامهٔ خود دارد. وی در تاریخ ۲۰ اکتبر ۱۹۲۳ تنها بازی ملی خود را در مقابل تیم ملی فوتبال ایرلند شمالی انجام داد.